# Leland H. Hartwell
Leland „Lee“ Harrison Hartwell (* 30. Oktober 1939 in Los Angeles) ist ein US-amerikanischer Biologe, Biochemiker, Molekulargenetiker und Krebsforscher.
Im Jahr 2001 erhielt er gemeinsam mit Tim Hunt und Paul M. Nurse den Nobelpreis für Physiologie oder Medizin, für die Entdeckung maßgeblicher Regulatoren für den Ablauf der Zellteilung.  Er war Direktor des Fred Hutchinson Cancer Research Center an der University of Washington in Seattle.

## Leben
Hartwell zeigte bereits als Kind lebhaftes Interesse an Biologie, verbunden mit dem Verlangen nach gründlichem Verständnis der beobachteten Phänomene. Als erster in seiner Familie begann er ein Studium, zunächst der Physik, wechselte aber bald zur Biologie. Nach dem Abschluss am California Institute of Technology wechselte er zum Massachusetts Institute of Technology an das Institut von Boris Magasanik, wo er 1964 promovierte. Sein Promotionsthema war: „Studies on the induction of histidase in Bacillus subtilis“.
Nach weiteren Forschungsarbeiten am Salk Institute for Biological Studies wechselte er 1965 auf eine Assistenzprofessur an der University of California, Irvine und 1968 an die University of Washington in Seattle, wo er 1973 eine Professur für Genetik antrat. Von 1997 bis 2010 war er dort Direktor des Fred Hutchinson Cancer Research Center.

## Entdeckungen zum Ablauf der Zellteilung
Hartwell entschied kurz nach seiner Promotion, zur Untersuchung der Zellteilungsmechanismen bereits seit Ende der 1960er Jahr von ihm studierte genetische Methoden einzusetzen. Obwohl er schon damals Anwendungen seiner Forschungsergebnisse zur Krebsbekämpfung anstrebte, wählte er Hefezellen (Saccharomyces cerevisiae) als Untersuchungsobjekt, da die Arbeit mit ihnen methodisch leichter war als mit menschlichen Zellkulturen. Durch elegante Mutationsexperimente gelang es ihm, eine Folge von über 100 Genen zu identifizieren, die die Zellteilung regulieren, von ihm CDC-Gene genannt („cell division cycle genes“).

Ablauf der Zellteilung

Der in der Abbildung skizzierte Ablauf der Zellteilung gliedert sich in die vier Hauptphasen G1 = Wachstum der Zelle, S = Synthese der DNA, G2 = Duplikation der DNA und M = Mitose oder Teilung in getrennte Zellen. Hartwell gelang es, die für die zeitlich koordinierten Abläufe zuständigen über 100 CDC-Gene zu identifizieren. Eines davon, CDC-28, ist für den Start der Zellteilung zuständig. Die Steuerung erfolgt über diverse CDK-Moleküle (CDK = cyclin dependent kinase) und Cycline, für deren Entdeckung die beiden anderen Physiologie oder Medizin-Nobelpreisträger des Jahres 2001 geehrt wurden.
Bemerkenswerterweise sind diese Mechanismen weitgehend unabhängig von der Art des Organismus. Die an Hefezellen aufgeklärten Steuerungsmechanismen sind genau dieselben wie in menschlichen Zellen. Für die Tumordiagnostik und -therapie ergeben sich mit dem von Hartwell gefundenen Wissen für die Molekularbiologie neue Möglichkeiten, die derzeit von vielen Forschergruppen weltweit untersucht werden.

## Akademische Auszeichnungen
- 1987 Mitglied der National Academy of Sciences der USA
- 1991 Preisträger des Alfred P. Sloan, Jr. Prize
- 1991 Präsident der Genetics Society of America
- 1992 Preisträger des Gairdner Foundation International Award
- 1994 Verleihung der Genetics Society of America Medal
- 1995 Preisträger des Dickson Prize in Science und des Louisa-Gross-Horwitz-Preises, Keith R. Porter Lecture
- 1998 Preisträger des Albert Lasker Award for Basic Medical Research
- 1998 Mitglied der American Academy of Arts and Sciences
- 2000 Preisträger des Massry-Preis
- 2001 Nobelpreis für Physiologie oder Medizin
- 2001 Mendel Medal der Genetics Society